# Linea di successione al trono d'Etiopia

Lo stemma della monarchia etiope

La linea di successione al trono d'Etiopia è regolata dalla prima sezione della costituzione etiope del 1955 e segue il criterio della legge salica.
In breve, il titolo di imperatore può passare solo attraverso i discendenti maschi di Hailé Selassié. Altri requisiti sono che gli eredi siano nati da un matrimonio legittimo,  siano di religione cristiana ortodossa e non siano sposati con uno straniero.
Inoltre i principi, per sposarsi, devono obbligatoriamente ricevere il permesso dal sovrano, pena la perdita di tutti i diritti di successione. Nel caso in cui non vi siano discendenti maschi di Hailé Selassié, il parente maschio più prossimo diventa l'erede.
Nel marzo 1975 la monarchia venne rovesciata con un colpo di Stato e venne imposto il Derg, un governo militare comunista.

## Linea di successione
La linea di successione all'attuale pretendente al trono Zera Iacob Amhà Selassié, nipote di Hailé Selassié e figlio dell'ultimo sovrano Amhà Selassié, è la seguente:
1. Sua altezza imperiale il principe Uossen Sagad Makonnen, nato nel 1947, nipote di Hailé Selassié.
2. Sua altezza imperiale il principe Micaèl Amde Yesus Makonnen, nato nel 1950, nipote di Hailé Selassié.
3. Sua altezza imperiale il principe Aklile Berhan Makonnen Haile Selassie   nato nel 1956, nipote di Hailé Selassié.
4. Sua altezza imperiale il principe Christian Menelik Makonnen Haile Selassie II nato nel 1990, figlio del Principe Aklile, pronipote di Hailè Selassié.
5. Sua altezza imperiale il principe Fileppos Tafarì Makonnen, nato nel 1954, nipote di Hailé Selassié.
6. Sua altezza imperiale il principe Dawit Tafari Makonnen, nato nel 1992, figlio del principe Fileppos Makonnen, pronipote di Hailé Selassié.
7. Sua altezza imperiale il principe Isayas Tafari Makonnen, nato nel 1998, figlio del principe Fileppos Makonnen, pronipote di Hailé  Selassié.
8. Sua altezza imperiale il principe Baeda Mariàm Makonnen, nato nel 1957, nipote di Hailé Selassié.
9. Sua altezza imperiale il principe Ermias Sahle Selassié, nato nel 1960, nipote di Hailé Selassié.
10. Sua altezza imperiale il principe Rufael Fisseha Tsion Sahle Selassié Ermias, nato nel 1992, pronipote di Hailé Selassié.
11. Sua altezza imperiale il principe Joel Dawit Makonnen, nato nel 1982, pronipote di Hailé Selassié.